# Robert Spiske
Robert Spiske (ur. 29 stycznia 1821 w Leśnicy, koło Wrocławia, zm. 5 marca 1888 r. we Wrocławiu) – ksiądz katolicki, Czcigodny Sługa Boży Kościoła katolickiego, założyciel zakonu jadwiżanek.
Robert Spiske studiował filozofię i teologię na Uniwersytecie Wrocławskim, po czym wstąpił do seminarium duchownego. W 1847 biskup wrocławski, Melchior von Diepenbrock udzielił mu święceń kapłańskich, a w rok potem Spiske został wikarym w kościele Najświętszej Maryi Panny na Piasku we Wrocławiu. Ksiądz Spiske także uczył w szkole, głosił misje ludowe i działał w organizacjach katolickich. Proces jego beatyfikacji jest w toku.

## Bibliografia

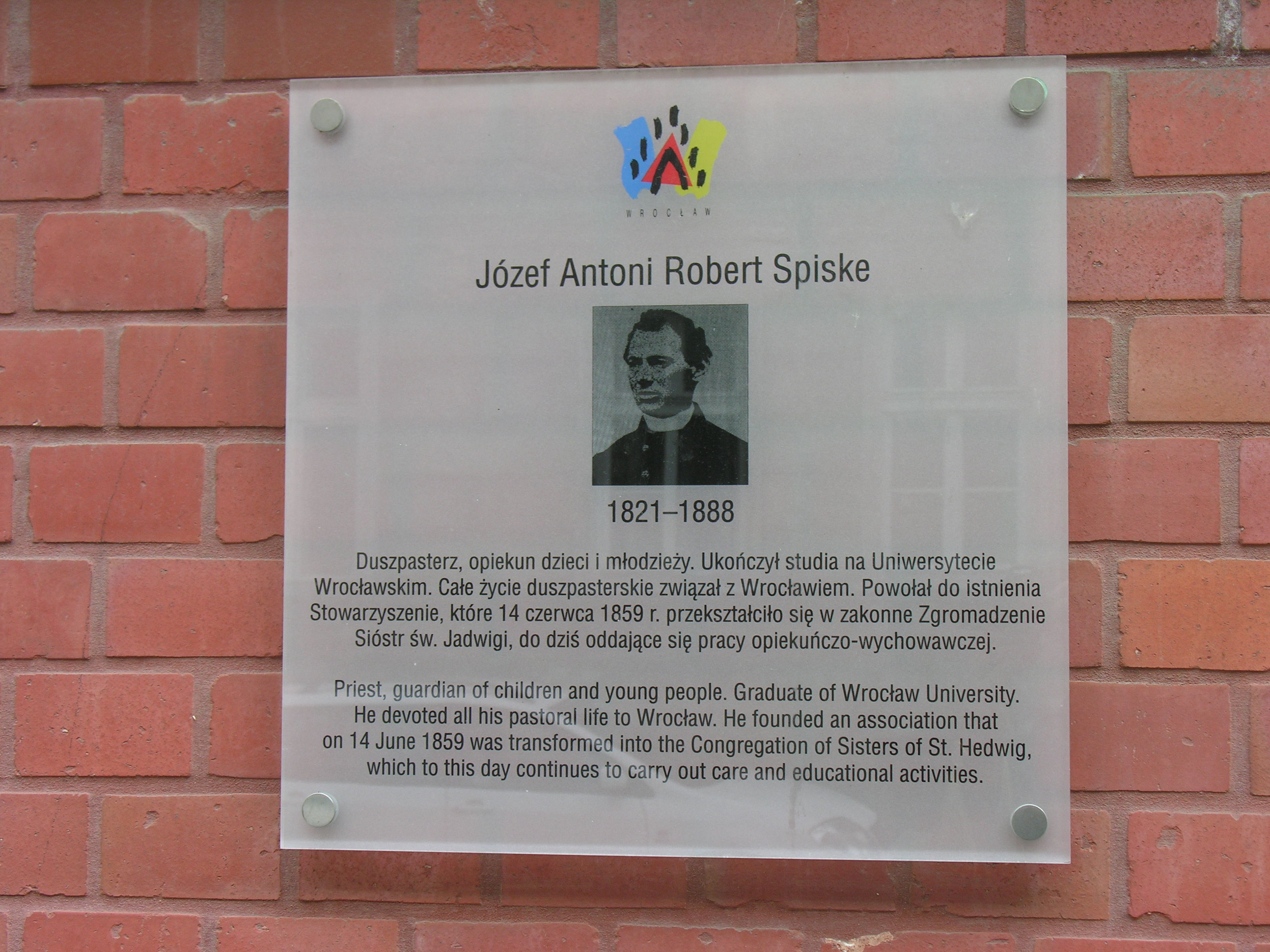
Tablica ku czci Roberta Spiske we Wrocławiu